# Prasonica seriata
Prasonica seriata är en spindelart som beskrevs av Simon 1895. Prasonica seriata ingår i släktet Prasonica och familjen hjulspindlar. Inga underarter finns listade i Catalogue of Life.